# Microdosering van hallucinogenen
Microdosering van hallucinogenen (in het Engels microdosing) is het gebruik van hallucinogenen in zeer kleine doses, waardoor het menselijk functioneren verbeterd zou kunnen worden. Het wordt onder andere gebruikt om de creativiteit, prestaties en focus bij probleemoplossende taken te verbeteren.
Het psychedelische effect van microdoseren is (net) niet merkbaar. Het is lichamelijk noch geestelijk verslavend, maar ook niet volledig zonder risico's. 